# 오준명
오준명(1992년 2월 2일 ~ )는 대한민국의 축구 선수로, 포지션은 미드필더이다.